# الکور، مینه‌سوتا
الکور (به انگلیسی: Elcor) یک شهر در ایالات متحده آمریکا است که در شهرستان سنت لوئیس، مینه‌سوتا واقع شده‌است. الکور ۴۷۰٫۰۱ متر بالاتر از سطح دریا واقع شده‌است.